# ＃むかいの喋り方
『#むかいの喋り方』（ハッシュタグ むかいのしゃべりかた）は、CBCラジオで「チュウモリ」枠の火曜日に生放送されているラジオのトークバラエティ番組。向井慧（パンサー）の冠番組。

## 概要
愛知県名古屋市熱田区出身のお笑い芸人・向井慧（パンサー）が。ラジオ愛を持ってリスナーに語りかけるトーク番組。番組名は向井が出演していたCBCテレビ『#やすだの歩き方』に因む形で付けられたもの。かつて同局で放送されていた海砂利水魚（現くりぃむしちゅー）の『本気汗→タングショー（水曜放送分）』、ダイノジの『ダイノジのキスで殺してくれないか』、ブラックマヨネーズの『ブラック・チューズデイ』、ココリコの『快楽シャワー王国』などの番組を聴いて育ち、現在もラジオリスナーの向井は、「CBCラジオで冠番組を持てたことは感慨深かった」旨を自身のブログに綴っている。2024年7月9日には放送回数300回を迎えた。
2018年10月から2019年3月まではナイターオフ期に編成された火曜21時台で、2019年4月から9月までは『うしみつドキドキ!』の金曜日枠（木曜深夜）で放送されていたが、2019年10月に平日夜の新設枠『チュウモリ』の火曜日に移動。同時に「生放送後に次週の放送分を収録する」形式から毎週生放送へ移行し、CBCテレビの情報番組『チャント!』内のコーナー「いざ、学校に向井ます」の収録がある週のみCBCラジオ本社、それ以外の週は東京支社からの生放送（基本は隔週交代）へ改められた。『チャント!』の出演が2022年3月で終了して以降も交代放送の体制は変更されていないため、同月末から開始された『パンサー向井の#ふらっと』（TBSラジオ）の水曜放送分と当番組の名古屋放送分が重複した場合は、翌朝の始発で東京に向かうタイトなスケジュールとなる。CBCラジオ本社から放送の際は岡戸孝宏（通称：おかどん）、東京支社から放送の際はリスナーでもあるぬまぶくろがメールの仕分けを担当している。
番組の公式ハッシュタグは「#むかいの喋り方」、番組の締めの言葉は「今日も一日頑張ろう」。

### スポンサー
火曜21時台に放送されていた頃はオリエンタルラジオの中田敦彦のファッションブランド「幸福洗脳」などが期間限定でスポンサーについていた。
2021年3月2日の放送からは同局で放送されている『大津功のイケ爺になりた〜い!』と、中部日本放送がかつて運営していたMVNOサービスの「CBCスマホ」（『弱クイズ王』のコーナーのみ、1ヶ月限定）がスポンサーとなった。『イケ爺になりた～い!』は以降も継続的にスポンサーを続けており、番組内では『大津功のイケ爺になりた〜い!』が制作した複数の宣伝CMが流れている。2021年6月21日（20日深夜）には『イケ爺になりた〜い!』へ向井がゲスト出演した。
以降、1ヶ月単位でスポンサーがつくなどの場合があるが2024年6月現在では『大津功のイケ爺になりた〜い!』『井村屋』などがついている。

## パーソナリティ
- 向井慧（パンサー）

## 放送時間
| 期間                                                | 放送時間                         | 備考 |
| --------------------------------------------------- | -------------------------------- | --- |
| 2018年10月2日 - 2019年3月26日                       | 火曜21:00 - 21:40                | ナイターオフ時の期間限定番組。                                                                                    |
| 2019年4月5日（4日深夜） - 2019年9月27日（26日深夜） | 金曜（木曜深夜）0:30 - 1:00      | 金曜『うしみつドキドキ!』枠へ移動。                                                                               |
| 2019年10月1日 - 2021年3月23日                       | 火曜22:00 - 水曜（火曜深夜）0:30 | 火曜『チュウモリ』枠へ移動。                                                                                      |
| 2021年3月30日 - 2021年9月21日                       | 火曜22:00 - 水曜（火曜深夜）0:20 | 『RADIO MIKU』が後続枠へ移動したことに伴い、10分短縮。                                                            |
| 2021年9月28日 - 2022年3月22日                       | 火曜22:00 - 水曜（火曜深夜）0:30 | 『RADIO MIKU』の枠移動により10分延長。                                                                            |
| 2022年3月29日 - 2025年3月25日                       | 火曜22:00 - 水曜（火曜深夜）0:00 | 24時台で『アルコ&ピース D.C.GARAGE』がネット開始されたため、30分短縮。                                            |
| 2025年4月1日 -                                      | 火曜22:00 - 23:30                | 23:30に『キュウ空想の間』が枠移動（土曜0:00から）したことに伴い、30分短縮。『チュウモリ』では唯一の90分枠となる。 |

## 番組コーナー
ネタコーナーでは向井が面白かったと感じたネタを送ったリスナーにステッカーをプレゼントしている。番組の合間合間にはトークに関するツッコミや補足情報などを紹介している。

### 現在
テーマメール
特に決まったテーマを設けることはないが、番組のトーク内容を聴いたリスナーたちに任せる形で展開していく。
フリートーク（22時台）
向井が最近の仕事やプライベートで起こった話がメインで行われる。
この他にも直近で視聴したドラマ・映画・音楽の話など、気になったエンタメカルチャーが多く話題に上がり。過去には『プリキュアシリーズ』『凪のお暇』『同期のサクラ』『グランメゾン東京』『コントが始まる』『silent』などについて語られていた。
向井が選んだ1曲（22時台）
22時台の最初に流す曲を向井がセレクトする。
ロード・トゥ・朗読（23時台）
『パンサー向井の#ふらっと』にゲスト出演した中嶋朋子から「朗読向きの声をしている」と褒められた向井に読んで欲しい一文をリスナーから募集するコーナー。
リスナー知恵袋（23時台）
向井から提示された疑問・質問・お題にリスナーが答え、その中からベストアンサーを決めるコーナー。
8浪ディレクターの選曲（23時台）
アニメ好きの番組ディレクターが選曲した1曲を流している。2021年秋の改編前は23時台最後、2022年3月までは0時台に放送していた。

### 過去
向井を採点
リスナーに向井を採点してもらうコーナー。
向井の友達募集
我こそは向井の友達になれるというリスナーを募集していたコーナー。
白い手帳
リスナーのいい話やほっこりとした話を募集していたコーナー。
ピンクの手帳
リスナーが出会ったちょっとエッチなエピソードを募集していたコーナー。
これなのよ
思わず、「これなのよ」と言ってしまいそうになる一文を募集していたコーナー。
よくないね（23時台）
もしもSNSによくないねという機能があったら思わず押したくなるようなつぶやきなどを募集していた。
絶対好きじゃん（23時台）
リスナーが出会った「これは絶対に僕・私のこと好きじゃん!」と思う他人の行動を募集していった。
逆（23時台）
リスナーが考えた反対語を紹介していた。
黒い手帳
不定期コーナー。向井が日頃からつけている手帳に書かれている愚痴や怒りをはきだすコーナーで、リスナーからの愚痴や怒りも受け付けている。
M 考察すべき人がいて（23時台）
テレビ朝日系「土曜ナイトドラマ」『M 愛すべき人がいて』で起こりそうな出来事を募集するコーナー。「アユ、○○する!」で落とすのが決まりとなっている。ドラマの終了と共にコーナーも終了した。
MIU1053
TBSテレビ系「金曜ドラマ」『MIU404』の主題歌である米津玄師「感電」のイントロがぴったりとはまるような伊吹と志摩のやり取りを妄想で募集するコーナー。ドラマの終了と共にコーナーも終了した。
この人を見た!（0時台）
有名人の妄想目撃エピソードを募集していた。
代打三ツ間のコーナー（23時台）
2020年7月7日の中日ドラゴンズ対東京ヤクルトスワローズの試合で投手の三ツ間卓也を代打で投入した一件を受けて誕生。「○○に代わって代打○○」という形で意表をついたり、大丈夫?と思えるような代打を募集するコーナー。
絶対キュンとしたじゃん（24時台）
リスナーがキュンとした他人の行動を募集し、紹介するコーナー。綺麗に話が落ちた場合のみ、日向坂46の『キュン』が流れる。
弱クイズ王（23時台）
向井がクイズ番組で活躍できるようにリスナーから問題を募集し、向井が回答する。
回が進むごとに、自分の周りで起きたことに関する問題、4択問題、なぞなぞ、クソなぞなぞ（例：「東アフリカにいる千原ジュニアは?→千原ケニア」）といった問題も紹介するようになった。また、隔週で芸人仲間に電話してクイズを出題していた。
弱コメント王（23時台）
今後向井がワイドショーやニュースのコメンテーターなどを担当しても大丈夫なよう、コメント力を鍛えていく目的で開始した。
「（コーナーに対する）労力があまりにも大きい」ことから、コーナー初回で打ち切り。
ラジつく（23時台）
芸能人がパーソナリティの架空ラジオ番組の「放送時間」「番組タイトル」「番組内容」をリスナーが考え、紹介するコーナー。
弱天才クイズ（23時台）
2004年までCBCテレビで放送されていた『天才クイズ』の出題フォーマットで、向井が気持ちよく読めるクイズを募集し紹介するコーナー。
いつかこの言葉を思い出してきっと泣いてしまう（23時台後半）
名言が多いことで知られる、有村架純の主演のテレビドラマ『いつかこの恋を思い出してきっと泣いてしまう』のように、主題歌の『明日への手紙』に乗せて、リスナーら届いた名言っぽい言葉を紹介するコーナー。
KAEUTA（24時台→23時台前半）
毎週課題曲の一部が出され、その該当部分の歌詞を替え歌にするコーナー。
2022年3月までは24時台の最初に行われていたコーナーで、コーナーテーマソングにも開始当初の裏番組であった『YOASOBIのオールナイトニッポンX』（ニッポン放送、東海地方では未ネット）に"対抗する”目的で『夜に駆ける』が用いられている。
あの人マルチバースで…（23時台後半）
「現在とは別の世界線で、著名人などの誰かが行っていたこと」を募集し、紹介するコーナー。
ふつおたのコーナー
番組最後のコーナーで、コーナー・リアクション以外の通常メール投稿を読む。番組の感想、向井や芸人仲間の出演情報に関することが主である。
かつて後続枠の番組が『モーニング娘。 牧野真莉愛のまりあん♥LOVEりんですっ♥』だったことから、「ネタコーナーですさんだ空気を浄化し、次番組に渡す」旨の文言がコーナー冒頭で説明されていたが、『アルコ&ピース D.C.GARAGE』になった2022年3月以降は「言う意味が分からない」として、コーナー名の怒鳴りのみに変更されている。

## ゲスト
2018年
- 10月16日 - 辻本達規(BOYS AND MEN)(電話出演)
- 12月11日、18日 - 辻本達規(BOYS AND MEN）

2019年
- 1月1日 - 岩井勇気(ハライチ)、長田庄平(チョコレートプラネット)、藤本敏史(FUJIWARA)、後藤拓実(四千頭身)、又吉直樹(ピース)、辻本達規(BOYS AND MEN)、粗品(霜降り明星)、菅良太郎・尾形貴弘(パンサー)(いずれも電話出演)
- 2月19日 - 安田美沙子
- 4月26日 - 菅良太郎（パンサー）
- 6月14日、6月21日 - 長田庄平（チョコレートプラネット）、好井まさお（井下好井）
- 7月26日、8月2日 - 長田庄平（チョコレートプラネット）
- 10月15日 - 菅良太郎（パンサー）
- 10月29日 - 長田庄平(チョコレートプラネット)(弱クイズ王にて電話出演)
- 11月12日 - 辻本達規(BOYS AND MEN)(弱クイズ王にて電話出演)
- 11月19日 - 橋口洋平（wacci)
- 11月26日 - 山添寛(相席スタート)(弱クイズ王にて電話出演)
- 12月10日 - 長田庄平（チョコレートプラネット）、山添寛（相席スタート）
- 12月17日 - 辻本達規（BOYS AND MEN）

2020年
- 3月3日 - トム・ブラウン[15]
- 4月28日 - 安斉かれん[16]
- 6月9日 - もう中学生[17]
- 7月25日 - 辻本達規(BOYS AND MEN) [注 2]
- 9月15日 - 的場華鈴、片岡未優（虹のコンキスタドール）[18]
- 12月29日 - もう中学生（電話出演）

2021年
- 4月13日 - ミキ
- 6月15日 - 藤本敏史（FUJIWARA）、とにかく明るい安村[19]
- 7月18日 - 辻本達規(BOYS AND MEN) 、山内彩加（CBCアナウンサー）[注 2]
- 7月20日 - 的場華鈴、大和明桜、大塚望由（虹のコンキスタドール）
- 10月12日 - 山崎怜奈（当時乃木坂46）
- 10月19日 - 渡辺直美（電話出演）
- 11月13日 - 大津功、長谷雄蓮華、大橋麻美子 [注 3][20]
- 11月23日 - HISAYO（a flood of circle）
- 12月7日 - さらば青春の光[注 4]
- 12月14日 - 井口浩之（ウエストランド）、山添寛（相席スタート）、長田庄平（チョコレートプラネット）

2022年
- 3月15日 - 山添寛（相席スタート）（電話出演）
- 4月12日 - 的場華鈴、大和明桜、山崎夏菜（虹のコンキスタドール）[21]
- 6月7日 - Ghost like girlfriend
- 6月14日 - 平子祐希（アルコ&ピース）
- 7月5日 - 関取花
- 8月30日 - 山崎怜奈
- 10月4日 - Ghost like girlfriend
- 11月8日 - 橋口洋平（wacci）
- 12月20日 - 長田庄平（チョコレートプラネット）、長谷川忍（シソンヌ）

2023年
- 1月3日 - 好井まさお
- 3月14日 - 森本晋太郎（トンツカタン）
- 6月13日 - ねむようこ
- 10月10日 - サルゴリラ
- 12月12日 - 児玉智洋（サルゴリラ）、太田博久（ジャングルポケット）、長田庄平（チョコレートプラネット）

2024年
- 4月16日 - 辻本達規(BOYS AND MEN)[22]
- 6月11日 - 野田クリスタル（マヂカルラブリー）
- 8月27日 - シューマッハ
- 10月22日 - 八十島（2700）
- 12月10日 - 金田哲（はんにゃ.）、太田博久（ジャングルポケット）、長田庄平（チョコレートプラネット）

## 特別回
- #むかいの喋り方 新春スペシャル（2019年1月1日放送）[23]
- チュウモリ #むかいの喋り方SP (2020年7月25日放送)[注 2]
- #むかいの喋り方 年末スペシャル（2020年12月29日放送）
- チュウモリ #むかいの喋り方SP (2021年7月18日放送)[注 2]
- #むかいの喋り方SP（2021年11月13日放送）[注 3]
- #むかいの喋り方 年越しSP（15分拡大、2024年12月31日放送）

## 番組イベント
- #むかいの集い方（2021年12月19日、東別院ホール）ゲスト:関町知弘（ライス）
- #むかいの集い方 Vol.2（2022年12月25日、日本特殊陶業市民会館）ゲスト:関町知弘（ライス）
- #むかいの集い方 Vol.3（2023年12月16日、一宮市民会館）ゲスト:関町知弘（ライス）

## 著名な番組リスナー
- ラジオライターのやきそばかおるが文化放送『RADIO UnoZero』で番組を紹介したことをきっかけにリスナーが増えた[12]。
- テレビ朝日のマスコットキャラクター・ゴーちゃん。[24]、CBCテレビアナウンサーの山内彩加[25]、山陰放送アナウンサーの森谷佳奈[26]、元乃木坂46の中田花奈[27]、漫画家のねむようこ[28]、ロックバンド・FINLANDSの塩入冬湖[29]、女優の髙橋ひかる[30]がリスナーであることを公表している。髙橋ひかるはニッポン放送『オードリーのオールナイトニッポン』に出演した際、「東京ディズニーランドにあるプーさんのハニーハントみたいな気分で聴ける。のんびりとちょっと休憩できる所みたいな印象。」と評した。なお、2022年3月からTBSラジオ『パンサー向井の＃ふらっと』で共演している[31]。そのほか、森脇健児の実娘[32]や漫画『おひとりさまホテル』の原案者・まろ[33]、毎日放送アナウンサーの三ツ廣政輝[34]もリスナーである。
- 乃木坂46・山崎怜奈はニッポン放送『乃木坂46のオールナイトニッポン』に出演した際、向井が何かを紹介する時の描写の伝え方が細く、すごく上手だと語っている[35]。

## エピソード・反響
- 2020年4月、お笑いコンビ・ハライチの岩井勇気が電話出演した際、酒井直斗、プリンセス金魚の大前りょうすけと並ぶ東海三大芸人の一人に数えられた[36]。この出来事をきっかけに酒井とチュウモリ同盟を結んでいる[37]。
- 漫画『こっち向いてよ向井くん』は作者のねむようこが当番組のリスナーであり、「番組中で話された向井の恋愛トークをヒントにして描いた作品」として、向井との対談も行った[28]。
- プリキュアについてトークしたことがきっかけで2021年8月15日放送分の『トロピカル〜ジュ!プリキュア』に本人役で声の出演をするに至った[38]。
- 2021年8月10日の放送で番組で紹介したことのあるハザマリツシ、Ghost like girlfriendから番組ジングルが送られた[39][40]。
- 2022年7月12日の放送でのリスナー知恵袋のお題「秋元康になってTv Bros.の表紙の帯コメントを作って!」に対し、秋元康本人が投稿をしていたことが話題となった[41]。
- 2022年8月23日の放送で生放送前に「コニカミノルタプラネタリウム満天NAGOYA」を訪れ、学生リスナーの男の子と一緒にオーロラシートに寝転がり、「銀河鉄道の夜」を観たことを報告。
- 2023年5月12日放送のテレビドラマ『波よ聞いてくれ』の冒頭ナレーションを向井が担当し、番組の締めの言葉である「今日も1日頑張ろう」も使われた[42]。
- 2023年12月12日の放送では、CBCラジオのラッキーウィークに合わせ、児玉智洋（サルゴリラ）、太田博久（ジャングルポケット）に加え、当日発表で長田庄平（チョコレートプラネット）をゲストに迎え、2023年のお笑い界のニュースを取り上げていた。しかし、生放送中の22時50分頃にスタッフから和牛の解散を伝えるニュース速報が差し込まれ、一時スタジオ出演者が衝撃を受ける場面があった[43]。